# William Allen (żeglarz)
William Charles „Bill” Allen (ur. 20 grudnia 1947 w Minneapolis) – amerykański żeglarz sportowy. Złoty medalista olimpijski z Monachium.
Zawody w 1972 były jego jedynymi igrzyskami olimpijskimi. Triumfował w klasie Soling. Załogę jachtu tworzyli również Buddy Melges i William Bentsen. Mistrz igrzysk panamerykańskich w 1975 w Meksyku w klasie Finn.